# Фірдедивізі
Фірде Дивізі (нід. Vierde Divisie — укр. Четвертий дивізіон) — п'ята за ієрархією футбольна ліга у Нідерландах. Раніше відома як Гофткласе (нід. Hoofdklasse). Друга за рівнем ліга аматорського футболу в Нідерландах, і п'ятий рівень загалом. Дивізіон був заснований у 1974 році під назвою Гофткласе як найвища аматорська ліга Футбольної федерації Нідерландів, і підструктура двох професійних ліг Ередивізі та Еерстедивізі.